# سحالي عديمة السيقان
سحالي عديمة السيقان أو سحالي أفعوانية أو سحالي مسطحة القدم أو سليليات (الاسم العلمي: Pygopodidae)، فصيلة سحالي من الوزغيات ورتبة الحرشفيات. تضم ما لا يقل عن 35 نوعًا في فُصيلتان وثمانية أجناس. أعطانها الأصلية في أستراليا وغينيا الجديدة.